# Herwig Seiser
Herwig Seiser (* 15. Dezember 1960) ist ein österreichischer Landesbediensteter und Politiker (SPÖ). Seiser ist seit 2004 Abgeordneter des Kärntner Landtags und Klubobmann des SPÖ-Landtagsklubs.
Der gebürtige Sankt Veiter Seiser war ab 1988 Sekretär von Peter Ambrozy. Er war zwischen 1992 und 1997 Stadtparteiobmann der SPÖ Feldkirchen und wurde 1997 Stadtrat. Zudem ist Seiser SPÖ-Bezirksparteiobmann im Bezirk Feldkirchen. 2003 wurde er als Erster Vizebürgermeister gewählt und am 31. März 2004 als Abgeordneter zum Kärntner Landtag angelobt. Zuvor war Seiser als Mitglied des Bundesrates im Gespräch gewesen. Nach dem Wechsel von Peter Kaiser in die Landesregierung wurde Seiser im Juli 2008 zum Klubobmann des SPÖ-Landtagsklubs gewählt. Am 4. März 2010 erklärte Seiser seine Kandidatur für den Vorsitz der Kärntner SPÖ. 
Seiser lebt in einer Lebensgemeinschaft und ist Vater eines Sohnes. Er wohnt seit 1987 in Feldkirchen.